# 朝日田沢中継局
朝日田沢中継局（あさひたざわちゅうけいきょく）は、山形県鶴岡市上田沢にあるテレビ中継局である。

## 概要
当中継局には、在山VHFテレビ局であるNHK山形放送局と山形放送のみ中継局を置き、在山UHFテレビ局である山形テレビ・テレビユー山形・さくらんぼテレビジョンの各局は中継局を置いていない。

## 中継局概要
| 放送局名          | チャンネル | 空中線電力       | ERP                | 放送対象地域 | 放送区域内世帯数 |
| ----------------- | ---------- | ---------------- | ------------------ | ------------ | ---------------- |
| NHK山形総合テレビ | 5ch        | 映像1W 音声250mW | 映像1.6W 音声400mW | 山形県       | 不明             |
| NHK山形教育テレビ | 9ch        | 映像1W 音声250mW | 映像1.6W 音声400mW | 全国         | 不明             |
| YBC山形放送       | 11ch       | 映像1W 音声250mW | 映像1.6W 音声400mW | 山形県       | 不明             |

- 中継局置局住所は、鶴岡市上田沢の松峰山。
- なお、在山UHFテレビ局については高館山・鶴岡中継局か周辺地域の中継局を受信している。
- デジタル中継局は設置されず、ケーブルテレビや共聴施設にてカバーされる予定である[1]。